# محسن محمد عبد الله اليوسفي
محسن محمد عبد الله اليوسفي عسكري ووزير يمني ولد في 1946 ونشأ في مدينة مأرب وتلقي تعليمه الابتدائي فيها، ثم سافر إلى السعودية وبعد ان اكمل دراسته، التحق بكلية الشرطة حتى أنهى دراسته فيها؛ فعاد إلى اليمن، والتحق ثانية بكلية الشرطة في مدينة صنعاء، وبعد تخرجه منها تعيَّن مدير أمن لمنطقة مأرب. وعند قيام الثورة وإعلان الجمهورية التي أطاحت بالنظام الملكي سنة 1962م ناصر هذه الثورة من خلال إقناعه للحامية العسكرية في منطقة (مأرب) بتأييد الثورة، وشارك كدليل مع الطيارين المصريين الذين قدموا لتعزيز الثورة في إرشادهم على مواقع القوات المعادية للثورة بأكثر من خمس وثلاثين طلعة جوية، وحين سقطت قلعة مأرب في يد القوات المعادية للثورة كان اليوسفي فيها مع أربعة طيارين روسيين، وقد أودع سجن مدينة حريب في محافظة مأرب؛ فبقي في سجنه حتى قصفت الطائرات المناصرة للثورة مدينة حريب؛ فهرب حراس السجن والسجناء جميعًا، وهرب إلى مدينة عدن, ومنها إلى مدينة صنعاء؛ حيث التحق بالقوات العسكرية المتجهة إلى مأرب لتصفية الجيوب الملكية هناك، وشارك في صد القوات الملكية عند محاولتها لاقتحام مدينة صنعاء في 1968م، أثناء الحرب المعروفة بـ(حصار السبعين).
وفي عام 1972م حصل على دبلوم عام الشرطة، ثم سافر إلى القاهرة والتحق بمعهد الدراسات العليا لضباط الشرطة، وتخرج منه في 1974م، كما تخرج من معهد تدريب ضباط الشرطة بالقاهرة في العام التالي مباشرة. عمل بداية مأمور شرطة في حي (باب اليمن) أحد أحياء مدينة صنعاء القديمة، ثم نائبًا لمدير الأمن العام في وزارة الداخلية، ثم مديرًا للأمن العام في محافظة تعز, ثم أركان حرب في وزارة الداخلية، ثم مديرًا للأمن العام في محافظة تعز للمرة الثانية. وفي سنة 1975م تعيَّن وزيرًا للداخلية في عهد الرئيس إبراهيم الحمدي، ثم أعيد تعيينه في نفس المنصب سنة 1978م في عهد الرئيس أحمد الغشمي. وفي نفس العام تعيَّن محافظًا لمحافظة تعز حتى سنة 1991م، ثم تعيَّن رئيسًا للهيئة العامة للطيران المدني والأرصاد حتى عام 2000م، ثم وزيرًا للدولة، وعضوًا في مجلس الوزراء، ورئيس اللجنة الوطنية للتعامل مع الألغام حتى عام 2003م، ثم تعيَّن عضوًا في مجلس الشورى اليمني. ومن خلال أعماله المذكورة كان له دور في إنشاء كثير من المرافق الخدمية، وقد ترقى برتبته العسكرية حتى وصل إلى رتبة لواء. كان خلال توليه محافظة تعز لصيقًا بشؤون الناس، ومحاربة التخريب.
إضافة إلى ماسبق عُين عام 1978 عضواً في مجلس الشعب التأسيسي قبل تعيينه محافظاً لمحافظة تعز. ومن الناحية التنظيمية فهو ينتمي لحزب المؤتمر الشعبي العام وعضواً في لجنته الدائمة الرئيسية.